# Mirollia carinata
Mirollia carinata är en insektsart som först beskrevs av Wilhem de Haan 1842.  Mirollia carinata ingår i släktet Mirollia och familjen vårtbitare.

## Underarter
Arten delas in i följande underarter:
- M. c. abnormis
- M. c. carinata